# Ischnojoppa flavipennis
Ischnojoppa flavipennis är en stekelart som först beskrevs av Brulle 1846.  Ischnojoppa flavipennis ingår i släktet Ischnojoppa och familjen brokparasitsteklar. Inga underarter finns listade i Catalogue of Life.